# Episodi di Un medico in famiglia (prima stagione)
La prima stagione della serie televisiva italiana Un medico in famiglia andò in onda in prima visione su Raiuno dall'inverno del 1998 fino alla primavera del 1999.
| nº | Titolo                              | Prima TV         |
| -- | ----------------------------------- | ---------------- |
| 1  | La casa nuova                       | 6 dicembre 1998  |
| 2  | Il mistero di Cetinka               | 6 dicembre 1998  |
| 3  | Un cugino in fuga                   | 13 dicembre 1998 |
| 4  | Buon compleanno Maria               | 13 dicembre 1998 |
| 5  | Lele ti presento Irene              | 20 dicembre 1998 |
| 6  | Una questione d'immagine            | 20 dicembre 1998 |
| 7  | Colpi al cuore                      | 25 dicembre 1998 |
| 8  | Ferite vecchie e nuove              | 25 dicembre 1998 |
| 9  | Quarantaquattro gatti               | 27 dicembre 1998 |
| 10 | Passi falsi                         | 27 dicembre 1998 |
| 11 | Andiamoci... piano                  | 3 gennaio 1999   |
| 12 | Amori e non amori                   | 3 gennaio 1999   |
| 13 | La grande paura                     | 10 gennaio 1999  |
| 14 | Amore vuole dire gelosia            | 10 gennaio 1999  |
| 15 | Alice si sposa                      | 17 gennaio 1999  |
| 16 | Questo matrimonio non s'ha da fare  | 17 gennaio 1999  |
| 17 | Libero di nome e di fatto           | 24 gennaio 1999  |
| 18 | Scandalo al parco                   | 24 gennaio 1999  |
| 19 | Ritrovarsi                          | 31 gennaio 1999  |
| 20 | Il fascino del circo                | 31 gennaio 1999  |
| 21 | Dubbi e sospetti                    | 7 febbraio 1999  |
| 22 | Il rovescio della medaglia          | 7 febbraio 1999  |
| 23 | Finalmente... Lele                  | 14 febbraio 1999 |
| 24 | Fratelli                            | 14 febbraio 1999 |
| 25 | Disegni e progetti                  | 21 febbraio 1999 |
| 26 | Quando il gatto non c'è             | 21 febbraio 1999 |
| 27 | Una lavata di testa                 | 28 febbraio 1999 |
| 28 | Partiam, partiam!                   | 28 febbraio 1999 |
| 29 | Ospiti                              | 7 marzo 1999     |
| 30 | I Martini alla conquista di Venezia | 7 marzo 1999     |
| 31 | Al fuoco! Al fuoco!                 | 14 marzo 1999    |
| 32 | Sensi di colpa                      | 14 marzo 1999    |
| 33 | Diagnosi riservata                  | 21 marzo 1999    |
| 34 | L'annuncio                          | 21 marzo 1999    |
| 35 | Un gioiello di marito               | 28 marzo 1999    |
| 36 | Papà dongiovanni                    | 28 marzo 1999    |
| 37 | Fidanzati in casa                   | 4 aprile 1999    |
| 38 | Vecchie ruggini                     | 4 aprile 1999    |
| 39 | Letterine di Natale                 | 11 aprile 1999   |
| 40 | Natale in casa Martini              | 11 aprile 1999   |
| 41 | Vecchi cuori solitari               | 18 aprile 1999   |
| 42 | Grazie, dottor Lele!                | 18 aprile 1999   |
| 43 | Papà mi mandi al concerto?          | 25 aprile 1999   |
| 44 | Il risveglio                        | 25 aprile 1999   |
| 45 | La legge del silenzio               | 2 maggio 1999    |
| 46 | Il dilemma di Cettina               | 2 maggio 1999    |
| 47 | Leonardo o Johnny?                  | 9 maggio 1999    |
| 48 | Alice superstar                     | 9 maggio 1999    |
| 49 | W la campagna!                      | 16 maggio 1999   |
| 50 | L'amore non ha età                  | 16 maggio 1999   |
| 51 | E io tra di voi                     | 23 maggio 1999   |
| 52 | Un amore preso al volo              | 30 maggio 1999   |

## La casa nuova
- Diretto da: Anna Di Francisca
- Scritto da: Paola Pascolini, Tommaso Capolicchio, Antonello Dose, Marco Presta

La famiglia Martini sta ultimando il proprio trasferimento da un condominio del centro storico ad una casa monofamiliare in un quartiere residenziale di periferia, l'immaginario quartiere Poggio Fiorito. È una famiglia un po' atipica, essendo composta dal medico Lele Martini (il medico che dà il titolo alla serie), dai suoi tre figli Maria, Ciccio e Annuccia, nonché dall'ex ferroviere Libero Martini, padre di Lele, che ha deciso di vivere insieme al figlio per cercare di sopperire al vuoto lasciato in famiglia dalla morte improvvisa di Elena Solari, la madre dei tre figli di Lele, i quali sono rimasti con un solo genitore. Oltre al nonno paterno convivente, i tre giovanissimi hanno anche i due nonni materni, Nicola ed Enrica, che vivono nello stesso quartiere ma in una villa più lussuosa, poiché sono persone di elevato ceto sociale. Lele lavora alla ASL sperimentale di Roma come medico di base: dopo il trasferimento nella casa nuova, acquistata tramite un imponente mutuo, Lele ha difficoltà ad arrivare puntuale al lavoro e ad organizzarsi per gli spostamenti. Il direttore della struttura sanitaria è anch'egli un medico, Giorgio Giorgi, e inizialmente ha un atteggiamento molto severo e autoritario nei confronti di Lele e del resto del personale sanitario. Viene spiegato che Lele lavora in quella ASL da cinque anni prima che iniziasse la narrazione della serie: i suoi colleghi veterani sono la dottoressa Laura Mercanti, divorziata e con una figlia piccola a carico, e il dottor Mariano Valenti, un quarantenne che vive ancora con sua madre e che ha un rapporto problematico con il cibo. Lele riceve la visita della giovane Sandra, la figlia di due suoi amici di vecchia data. Sandra ha da poco compiuto diciotto anni e quindi si reca al poliambulatorio da sola, senza necessità di avvertire i genitori. Sandra racconta a Lele di essere rimasta incinta dopo un rapporto occasionale, avvenuto durante i festeggiamenti del diciottesimo compleanno di una sua amica. Il rapporto è avvenuto con un ragazzo che lei nemmeno conosceva, sotto l'effetto di sostanze alcoliche. Sandra è indecisa se chiedere di effettuare una interruzione volontaria della gravidanza, oppure se partorire ma dare il bimbo in adozione, oppure ancora se assumersi al responsabilità di diventare una madre giovanissima.

## Il mistero di Cetinka
- Diretto da: Anna Di Francisca
- Scritto da: Paola Pascolini, Tommaso Capolicchio, Antonello Dose, Marco Presta

I Martini sono alla disperata ricerca di una nuova colf, visto che la precedente aveva deciso di rimanere a Roma, e la ragazza attuale, una proposta di Enrica, si rivela un vero disastro. Per cercare di risparmiare, Lele decide di cercare una ragazza alla pari di origini straniere. Casualmente all'ASL Lele conosce Cetinka, una donna polacca, che dopo aver intercettato una conversazione di Lele, decide di proporsi come colf. La donna viene assunta, ma una volta arrivata a casa Martini viene subito presa di mira da Enrica. Mentre Maria si prende una cotta, non ricambiata, per un suo professore che ha due figlie della sua età, Alice viene lasciata dal suo fidanzato, che decide di trasferirsi all'estero per un anno. Nel frattempo Cetinka non sembra saper cucinare, e i Martini mal si adattano ai piatti tipici della cucina polacca proposti dalla nuova arrivata. Inoltre, dopo l'arrivo della donna, del denaro sparisce dal portafoglio di Libero. I sospetti ricadono subito sul fidanzato di Cetinka, Giacinto, un ragazzo disoccupato, goffo ma onesto. Alla fine si viene a scoprire che in realtà Cetinka si chiama Cettina, viene da Mondragone, e che era arrivata a Roma per cercare un qualsiasi lavoro per pagarsi la scuola di canto lirico, essendo un'aspirante cantante. Si scopre inoltre che i soldi in realtà li aveva presi Ciccio, il quale aveva pensato bene di comprarsi un nuovo paio di scarpe. Una volta chiarito l'equivoco, Cettina dimostra di essere un'ottima cuoca, e prepara per tutti mezzi ziti e pizzette napoletane.
- Guest star: Daniela Vergara (se stessa)

## Un cugino in fuga
- Diretto da: Anna Di Francisca
- Scritto da: Paola Pascolini, Tommaso Capolicchio, Antonello Dose, Marco Presta

Alberto, unico nipote di Lele, scappa di casa e si rifugia in casa Martini poiché i suoi genitori stanno divorziando, nascondendo però il fatto allo zio. Come se non bastasse Giulio, per fare una sorpresa al suo migliore amico Lele, gli fa trovare una squillo nella camera da letto. Anche se all'inizio Lele andrà su tutte le furie avrà poi l'occasione di vendicarsi. Intanto il nonno Libero, per mettere da parte un po' di denaro, inizia a vendere cuscini musicali.

## Buon compleanno Maria
- Diretto da: Anna Di Francisca
- Scritto da: Paola Pascolini, Tommaso Capolicchio, Antonello Dose, Marco Presta

Maria sta per compiere gli anni e chiede al padre il permesso di poter festeggiare da sola con i suoi amici. Lele acconsente, anche se con riluttanza. Nel frattempo a Maria vengono le prime mestruazioni: la prima a saperlo è Rebby, e subito dopo sua zia Alice, che Maria considera come una madre, arrivando persino a confessarle, con stupore della stessa Alice, che non le dispiacerebbe vederla insieme a suo padre Lele. Nel frattempo i nonni vogliono stupire la ragazza con bei regali: la nonna Enrica e il nonno Nicola vorrebbero regalarle un motorino, mentre il nonno Libero un orologio. Alla fine tutti i nonni fanno lo stesso regalo a Maria, un orologio comprato da un tipo losco, ma la differenza di prezzo è enorme, perché il nonno Libero lo paga molto di meno. Durante la festa Rebby e Maria riescono a ballare con due ragazzi più grandi: Maria con David e Rebby con Alberto.

## Lele ti presento Irene
- Diretto da: Anna Di Francisca
- Scritto da: Paola Pascolini, Tommaso Capolicchio, Antonello Dose, Marco Presta

Giulio, il migliore amico di Lele, è preoccupato perché il suo amico da anni non frequenta più una donna, e così, con la complicità di una contrariata Alice decide di combinare a Lele un appuntamento con Irene, una dottoressa di 35 anni. Tra Lele e Irene l'intesa è immediata. Mentre Enrica e Nicola regalano a Ciccio un enorme cane di razza bobtail che porta scompiglio in casa Martini, Lele e Irene, di ritorno dalla loro serata passata insieme, finiscono per scambiarsi un bacio sotto casa di Lele. I due vengono visti dallo stesso Giulio, soddisfatto per aver aiutato il suo amico, e da Alice, che non riuscendo a nascondere la propria gelosia se ne va via infastidita.

## Una questione d'immagine
- Diretto da: Anna Di Francisca
- Scritto da: Paola Pascolini, Tommaso Capolicchio, Antonello Dose, Marco Presta

Lo stipendio di Lele non basta per sostenere le spese familiari. Così il nonno Nicola, il suo ex suocero, gli trova un impiego in una clinica privata specializzata in interventi di chirurgia plastica: Lele accetta, tenendo conto che la sua paga verrebbe aumentata di molto. Non appena, però, scopre che il lavoro in clinica gli imporrebbe dei compromessi con la propria etica professionale, Lele si licenzia immediatamente e torna all'ASL. Nel frattempo il nonno Libero incontra un'amica, un tempo sua compagna di scuola, della quale era stato innamorato, e che lo fa tornare indietro con i ricordi. Nel frattempo, Maria e Rebby vorrebbero lavare le macchine alla festa di paese, ma il comitato organizzativo rifiuta la loro richiesta. Scopriranno poi far parte di tale comitato nonna Enrica, che dopo non poche esitazioni, e dopo che Alice ne ha parlato alla radio, decide di accettare la loro richiesta.
- Guest Star: Wendy Windham

## Colpi al cuore
- Diretto da: Anna Di Francisca
- Scritto da: Paola Pascolini, Tommaso Capolicchio, Antonello Dose, Marco Presta

Il nonno Nicola e la moglie Enrica litigano ferocemente e tra di loro tira un'aria abbastanza minacciosa, tanto che i due parlano di separazione, fatto che preoccupa la loro figlia Alice. All'ASL nel frattempo arriva Barbara, una giovane stagista che corteggia Lele, ma il medico si rende conto che è meglio starle lontano. Mentre accade ciò Giulio viene ricoverato all'ospedale dopo un infarto; l'intervento tempestivo di Lele riuscirà a salvargli la vita, ma d'ora in poi dovrà avere una vita più tranquilla.

## Ferite vecchie e nuove
- Diretto da: Anna Di Francisca
- Scritto da: Paola Pascolini, Tommaso Capolicchio, Antonello Dose, Marco Presta

Ciccio è alle prese con il suo primo amore e vorrebbe chiedere consigli al padre, ma Lele al momento pensa ad altro. È infatti cominciato il processo riguardante l'incidente in cui morì sua moglie Elena. Iniziano così momenti di nervosismo e di tensioni per il medico, il quale non sa se chiedere un maxi risarcimento a Matilde, la donna responsabile del sinistro, seguendo così il consiglio vendicativo dei suoi suoceri, oppure ritirare la denuncia sporta a suo tempo contro la donna. Tra l'altro, quest'ultima, nello stesso incidente ha perso anche il marito, ed è rimasta con un figlio piccolo. Alla fine Lele, con il supporto di Alice e suo padre, decide di incontrare Matilde. Questa gli chiede di ritirare la denuncia contro di lei, poiché il procedimento penale si concluderebbe certamente con il ritiro della patente, impedendole così di svolgere il suo lavoro di rappresentante. Inoltre Matilde confessa a Lele che, al momento dell'incidente, la sua assicurazione era scaduta, e che perciò dovrà essere lei a pagare di persona ogni eventuale risarcimento. In conseguenza di ciò, Lele si convince a ritirare la denuncia, rinunciando alla richiesta di risarcimento. Quindi, per tacitare i suoceri, fa credere loro che il caso è stato archiviato dal tribunale, ma non può fare a meno di rivelare la verità ad Alice, che però gli manifesta tutta la sua approvazione. Al termine dell'episodio, si sente bussare alla porta: Lele va ad aprire e si trova davanti un bambino che gli chiede di calarsi e gli dà un bacio sulla guancia. Il bambino dice allora a Lele che questo è un ringraziamento da parte di sua madre, cioè Matilde, che ora si vede ferma in auto davanti casa Martini. Una volta fatto risalire il figlio in auto, la donna, nel ripartire, saluta cordialmente Lele con la mano.
- Altri interpreti: Beatrice Bocci (Elena)

## Quarantaquattro gatti
- Diretto da: Riccardo Donna
- Scritto da: Paola Pascolini, Tommaso Capolicchio, Antonello Dose, Marco Presta

A causa di un improvviso allagamento nella sua abitazione Giulio trova rifugio temporaneamente a casa Martini. Lele è ovviamente felice di dare una mano al suo migliore amico ma una sera, tornato a casa, lo coglie sul divano con una ragazza straniera, così Lele va su tutte le furie. Nella scuola di Annuccia si stanno organizzando i preparativi di una recita, ma Lele vorrebbe starne alla larga il più possibile: alla fine il medico dovrà fare la parte del gatto. Intanto Giacinto chiede a Cettina di sposarlo, ma la colf dei Martini è titubante all'idea del matrimonio, e quindi rifiuta la proposta del fidanzato. Nel frattempo Alice e Lele danno tutto il sostegno possibile al loro vecchio amico Piero, che dopo alcune analisi si accerta di essere sieropositivo.

## Passi falsi
- Diretto da: Riccardo Donna
- Scritto da: Paola Pascolini, Tommaso Capolicchio, Antonello Dose, Marco Presta

Alice convince Lele a iscriversi insieme a lei a un corso di tango. Una sera, di ritorno a casa dopo una lezione, Alice bacia Lele, bacio che lui ricambia con trasporto. Nei giorni successivi Lele non fa altro che pensare al bacio con Alice, vedendola, forse per la prima volta, non come una cognata ma come una donna, scoprendosi attratto da lei. Deciso a parlare con Alice di quanto successo tra di loro, i due vengono interrotti durante un ballo da Sergio, un ex fidanzato di Alice deciso a riconquistare il cuore della ragazza. Alice dal canto suo, non può più negare a sé stessa di essere innamorata di Lele, ma per sfuggire al sentimento che prova per l'uomo decide di tornare fra le braccia di Sergio. Una notte però, fa visita a Lele durante il turno di notte all'ASL. Lele fa sdraiare Alice sul lettino da ambulatorio improvvisandosi psicoterapeuta, dicendo ad Alice che qualunque cosa dirà sarà coperto dal segreto professionale. La ragazza non riesce a confessargli i suoi sentimenti, ma gli rivela che a volte le capita di sognare di fare l'amore con lui. Nel frattempo Giulio, pur di trascorrere una settimana a Positano con la sua compagna australiana, si fa fare un falso certificato medico in cui si dichiara la frattura a una gamba. Ciccio invece, armatosi di telecamera, inizia a girare video amatoriali per un programma televisivo, ma non si accorge che la cassetta che sta usando è la stessa in cui Lele aveva registrato sua moglie Elena mentre teneva in braccio la piccola Annuccia.
- Altri interpreti: Sergio Troiano (Sergio), Beatrice Bocci (Elena)

## Andiamoci... piano
- Diretto da: Riccardo Donna
- Scritto da: Paola Pascolini, Tommaso Capolicchio, Antonello Dose, Marco Presta
- Altri interpreti: Tatiana Winteler (Marité)

Nonno Libero, attratto dalla maestra di piano Marité, si fa impartire da lei alcune lezioni di pianoforte, mentre Alberto e i suoi amici cominciano a fumare contro il parere di Lele. Intanto Alice chiede aiuto a Lele per fare lavorare una sua amica russa in casa Martini, affinché possa ottenere il permesso di soggiorno per rimanere in Italia. Cettina, all'oscuro della situazione, farà di tutto per non perdere il posto.

## Amori e non amori
- Diretto da: Riccardo Donna
- Scritto da: Paola Pascolini, Tommaso Capolicchio, Antonello Dose, Marco Presta
- Altri interpreti: Sergio Troiano (Sergio)

Laura, una collega di Lele dell'ASL, ha problemi con il suo ex marito, intenzionato a togliergli l'affidamento della loro figlia, così Lele decide di aiutarla fingendosi suo fidanzato. Ma a fingere sembra solo Lele, in quanto Laura sembra davvero provare qualcosa verso il medico. Senza sapere nulla del piano Alice va su tutte le furie, dando così inizio a una serie di equivoci.

## La grande paura
- Diretto da: Riccardo Donna
- Scritto da: Paola Pascolini, Massimo Russo, Tommaso Capolicchio, Antonello Dose, Marco Presta

Un giorno in casa Martini arriva Giulio insieme alla sua nipotina Chiaretta, figlia della sorella Maria Pia, che lui però affida a Cettina e a Libero. Nel frattempo Sergio, mentre sta effettuando un massaggio alla fidanzata, nota sulla pelle di Alice la comparsa di un neo anomalo. Alice dovrà sottoporsi a un intervento per asportare il tumore, che si scoprirà essere maligno, ma, con la complicità di Lele, terranno tutti all'oscuro, sminuendo la cosa. La vicinanza dei due, in questo delicato momento, scatenerà la forte gelosia di Sergio.
- Altri interpreti: Sergio Troiano (Sergio)

## Amore vuole dire gelosia
- Diretto da: Riccardo Donna
- Scritto da: Paola Pascolini, Massimo Russo, Tommaso Capolicchio, Antonello Dose, Marco Presta

Mentre la relazione tra Sergio e Alice sta diventando seria, Lele non riesce a sopportare l'idea di vederla insieme a un altro uomo. Quando capisce di essersi innamorato della ragazza, Giulio lo convince a dichiararsi apertamente. Nel frattempo Alice decide di organizzare una cena per festeggiare la pubblicazione di un suo articolo in una rivista francese, ma la serata prende una brutta piega quando Giulio e Lele raccontano un vecchio aneddoto del passato, finendo per metterla in ridicolo davanti a Sergio. Pentito del proprio comportamento, Lele dà un appuntamento ad Alice per scusarsi e, soprattutto, per confessarle i suoi sentimenti, ma i risultati non sono quelli sperati. Nel frattempo, Sergio sembra aver intuito i sentimenti che Alice prova nei confronti di Lele, e arriva a chiederle se è innamorata di lui. Dopo aver ricevuto risposta negativa dalla ragazza, l'uomo le chiede di sposarlo. Sergio però, confessa a Lele di aver tradito Alice con la sua ex fidanzata, e dopo averlo accusato di amare Alice, i due hanno uno scontro acceso all'ASL. Lele però non se la sente di tenere nascosta ad Alice la storia del tradimento, e così, dopo averne parlato con Giulio, si reca a casa della ragazza per dirle tutta la verità. Alice però lo informa di sapere già tutto, e che nonostante tutto è intenzionata a sposarsi con Sergio, che in quel momento si manifesta a Lele. Quest'ultimo allora se ne va via sconsolato. Intanto nonno Libero prende a cuore la situazione familiare di Dolores, una ragazza rom, compagna di scuola di Maria, presa di mira a causa delle sue origini etniche. Alice si reca a casa di Lele per chiarire con lui la vicenda di Sergio, e per dirgli che partirà insieme a lui per un viaggio a Parigi. I due sembrano sul punto di confessarsi i loro sentimenti, ma Lele non riesce nemmeno stavolta a dirle quello che prova. Alice se ne va lasciandosi Lele alle spalle e, una volta rimasta sola, lascia andare tutte le sue lacrime. Dopo la partenza di Alice, Lele trova rifugio nel suo lavoro anche nel giorno del suo compleanno, ma come sempre potrà contare su tutta la sua famiglia e i suoi amici.
- Altri interpreti: Sergio Troiano (Sergio)

## Alice si sposa
- Diretto da: Riccardo Donna
- Scritto da: Paola Pascolini, Giovanna Caico, Tommaso Capolicchio, Antonello Dose, Marco Presta

Ciccio deve svolgere un tema sulla mamma, ma poiché non se la ricorda molto si fa raccontare di lei dal resto della famiglia. Nel frattempo fervono i preparativi per il matrimonio di Alice con Sergio. I due fissano la data delle nozze, ma l'unica a essere entusiasta all'idea sembra essere la sola Enrica. Al contrario, in casa Martini nessuno è contento che Alice si sposi e non riescono a concepire la scelta della donna, soprattutto Lele che non riesce a nascondere l'antipatia che nutre nei confronti di Sergio. Ma una sera, dopo aver festeggiato l'addio al celibato con i suoi amici, Sergio rincasa completamente ubriaco e, dopo aver tentato un approccio con Alice, finisce per picchiarla selvaggiamente. Resasi conto dell'errore che avrebbe commesso sposandolo, alla ragazza non resta che rifugiarsi tra le braccia di Lele. Nel corso della puntata, esce di scena Peppe ed entra Jonis.
- Altri interpreti: Sergio Troiano (Sergio), Sandro Ghiani (Peppe)

## Questo matrimonio non s'ha da fare
- Diretto da: Riccardo Donna
- Scritto da: Paola Pascolini, Giovanna Caico, Tommaso Capolicchio, Antonello Dose, Marco Presta

Dopo la furiosa litigata durante la quale Sergio ha picchiato Alice il matrimonio viene annullato: fortunatamente la donna ha realmente visto chi aveva davanti a sé. Così, sconvolta, si trasferisce in casa Martini, ma Lele sembra stia con la testa altrove. È infatti arrivata al poliambulatorio Irene, una sua vecchia fiamma.
- Altri interpreti: Sergio Troiano (Sergio)

## Libero di nome e di fatto
- Diretto da: Riccardo Donna
- Scritto da: Paola Pascolini, Massimo Russo, Tommaso Capolicchio, Antonello Dose, Marco Presta

Libero litiga con i consuoceri Enrica e Nicola, che vorrebbero iscrivere Maria a una scuola privata molto esclusiva, Lele dovrà discutere con Enrica per la sua intromissione e tentare di riportare la pace in famiglia, salvo poi scoprire che Reby aveva chiesto ad Enrica di far iscrivere Maria nella sua stessa scuola per stare insieme alla sua migliore amica. Nonostante tra i suoi nonni non tiri una buona aria Maria non sembra interessata ai disordini che stanno avvenendo. Anzi, è piuttosto concentrata sulla sua cotta per Ale, un ragazzo della sua scuola per il quale ha perso completamente la testa.
- Altri interpreti: Marco Vivio (Ale), Alessandra Bellini (Sandra)

## Scandalo al parco
- Diretto da: Riccardo Donna
- Scritto da: Paola Pascolini, Massimo Russo, Tommaso Capolicchio, Antonello Dose, Marco Presta

La ricomparsa di Irene crea nella mente di Lele non poca confusione al punto di non accorgersi di quanto Alice sia infelice. Nel frattempo la relazione che il nonno Libero ha instaurato con Marité sembra andare avanti, tanto che i due, mentre sono al parco, si baciano. Ad assistere all'inattesa scena c'è Maria con le sue amiche che, vergognandosi, finge di non vedere il nonno, il quale invece riconosce la nipote.
- Altri interpreti: Tatiana Winteler (Marité)

## Ritrovarsi
- Diretto da: Riccardo Donna
- Scritto da: Paola Pascolini, Tommaso Capolicchio, Antonello Dose, Marco Presta

Lele organizza una rimpatriata della durata di un intero fine settimana a casa Martini con tutti i suoi amici di gioventù offrendo loro vitto e alloggio, ma i risultati non sono quelli sperati: con il passare degli anni, infatti, i suoi amici sembrano essere cambiati notevolmente. Intanto Cettina e Giacinto hanno qualche problema a fare l'amore.
- Altri interpreti: Pietro De Silva (Cesare), Marco Beretta (Gigi), Stefania Orsola Garello (Mirella), Carola Silvestrelli (Patrizia)

## Il fascino del circo
- Diretto da: Riccardo Donna
- Scritto da: Paola Pascolini, Tommaso Capolicchio, Antonello Dose, Marco Presta

Ciccio è triste perché suo padre lo ha sgridato a causa di una pagella non entusiasmante. Nel frattempo Ciccio conosce Gus, un bambino che vive e lavora al circo, così decide di andare con lui, di scappare di casa, ma sarà fermato in tempo. Intanto Alice, per lavoro, sceglie come protagonista per un'intervista Giulio, il quale però le giocherà un brutto scherzo.
- Altri interpreti: Ramona Badescu (proprietaria del circo)

## Dubbi e sospetti
- Diretto da: Riccardo Donna
- Scritto da: Paola Pascolini, Tommaso Capolicchio, Antonello Dose, Marco Presta

Grandi gelosie gravitano nell'aria. Irene è arrabbiata con Lele perché qualcuno ha messo in giro la voce che all'ASL nessuna dottoressa, con cui egli ha lavorato, riesce a resistere alle sue avance. Cettina è gelosa di Giacinto perché lo ha visto parlare con una ragazza architetto nel giardino dei vicini. Maria è invece alle prese con la sua prima delusione d'amore con Ale, dopo che ha visto il ragazzo baciarsi con un'altra.
- Altri interpreti: Marco Vivio (Ale), Alessandra Bellini (Sandra)

## Il rovescio della medaglia
- Diretto da: Riccardo Donna
- Scritto da: Paola Pascolini, Tommaso Capolicchio, Antonello Dose, Marco Presta

Lele e tutti i suoi colleghi di lavoro organizzano una festa a sorpresa per Irene, ma il finale della festa non è proprio quello che si aspettavano tutti, probabilmente a causa di Alice. Nel frattempo Alberto si ritrova alle prese con un problema molto preoccupante: la sua amica Gioia viene violentata dal suo fidanzato Giampiero. Marité vuole recuperare i rapporti che aveva con Libero, anche se l'uomo non vuole.
- Altri interpreti: Tatiana Witeler (Marité)

## Finalmente... Lele
- Diretto da: Riccardo Donna
- Scritto da: Paola Pascolini, Giovanna Caico, Tommaso Capolicchio, Antonello Dose, Marco Presta

Mirella, la fidanzata di Giulio, è incinta, così lui le chiede di sposarla, ma una volta scoperto che il bambino è del suo ex fidanzato Mirella decide di riprovare con lui e interrompe la relazione con Giulio. Lele finalmente riesce a passare una notte di passione con Irene, ma le cose si complicano quando lui decide di presentarla alla sua famiglia. Il medico sembra però non accorgersi del problema che pervade Giulio. Intanto Maria, a causa di Ciccio, si ferisce con un coltello mentre aiuta Cettina a pelare le patate; fortunatamente non è nulla di grave, ma Maria mentre viene visitata da Irene si dimostra molto schiva, mentre un amico di Giacinto porta a casa Martini piantine di marijuana che Alberto riconosce.
- Altri interpreti: Stefania Orsola Garello (Mirella)

## Fratelli
- Diretto da: Riccardo Donna
- Scritto da: Paola Pascolini, Tommaso Capolicchio, Antonello Dose, Marco Presta

Spartaco, il fratello di Libero emigrato in America, si presenta a sorpresa in casa Martini. Il motivo della visita non è però chiaro a Libero, che costringe così il fratello a confessare il vero motivo della visita. Spartaco gli rivela, infatti, che il fratello maggiore, Bruto, è morto. Intanto Maria, infastidita dalla costante presenza di Irene in casa Martini, non perde occasione per dimostrare la sua antipatia verso la donna, che, dopo una lunga riflessione, decide di lasciare Lele.

## Disegni e progetti
- Diretto da: Riccardo Donna
- Scritto da: Paola Pascolini, Tommaso Capolicchio, Antonello Dose, Marco Presta

Anche se la storia con Irene sembrerebbe conclusa Lele continua a proporle inviti che però non riesce a onorare; deve infatti aiutare la collega Laura, coinvolta in una forte crisi depressiva, e calmare Maria che continua a odiare Irene sperando che la zia Alice si possa innamorare di suo padre, perché a lei sembrano una coppia perfetta. Alla fine Laura si trasferirà in un altro ambulatorio seguendo i consigli di Lele, che non sembra l'unico ad avere problemi con le donne: anche Giacinto sta elaborando una vita con Cettina, ma vicino a Mondragone, che Cettina rifiuta.

## Quando il gatto non c'è
- Diretto da: Riccardo Donna
- Scritto da: Paola Pascolini, Tommaso Capolicchio, Antonello Dose, Marco Presta

Irene riferisce a Lele di non volere accompagnarlo a Milano insieme a i suoi amici al matrimonio di Piero, un amico di Alice e di Lele, che scopre inoltre che Irene gli ha nascosto di avere vinto una borsa di studio a Boston. Dopo i festeggiamenti Lele e Alice si ritrovano nella camera di Lele da soli e, sotto i fumi dell'alcol, i due si baciano. Lele però è troppo ubriaco, e così si addormenta proprio sul più bello.

## Una lavata di testa
- Diretto da: Riccardo Donna
- Scritto da: Paola Pascolini, Giovanna Caico, Massimo Russo, Tommaso Capolicchio, Antonello Dose, Marco Presta

Ciccio indossa un cappello prestatogli dalla sua fidanzata Susy; ma il cappello è pieno di pidocchi, così tutta la famiglia viene contagiata. Intanto Alice e Giulio organizzano una serata a quattro, ma sarà un disastro. Irene e Lele indagano su un caso di una bambina extracomunitaria ammalata. Il nonno Libero compra la sua futura tomba, facendo preoccupare i Martini.
- Altri interpreti: Ettore Bassi (Andrea), Hoara Borselli (Francesca), Augusto Fornari (musicista), Selene Maltauro (Susy), Luana Russo (Silver)

## Partiam, partiam!
- Diretto da: Riccardo Donna
- Scritto da: Paola Pascolini, Tommaso Capolicchio, Antonello Dose, Marco Presta

La nonna Enrica vuole organizzare un viaggio con tutti i suoi familiari per festeggiare il suo anniversario di matrimonio, ma tutti hanno già preso degli impegni inderogabili; la situazione si risolverà con la partenza solo di Enrica e del marito Nicola per una crociera. Ciccio deve recitare una poesia di Giosuè Carducci ma non si ricorda le parole, così la famiglia Martini cerca di aiutarlo suggerendogliele. Lele e Irene litigano, dopo che quest'ultima ha scoperto che Lele ha passato la notte insieme ad Alice durante il matrimonio a Milano; Irene viene coinvolta in un incidente stradale, mentre al nonno Libero viene rubata la sua amata moto. In seguito si scoprirà che è stato Alberto a prenderla per fare colpo su una ragazza. La puntata si chiude con uno sketch ambientato due settimane dopo: Lele e Irene sono in partenza per Boston, mentre il resto della famiglia parte con Cettina e Giacinto. Quando è tutto pronto la macchina parte, salvo poi fermarsi poiché Cettina si era dimenticata di prendere Annuccia.

## Ospiti
- Diretto da: Riccardo Donna
- Scritto da: Paola Pascolini, Giovanna Caico, Massimo Russo, Tommaso Capolicchio, Antonello Dose, Marco Presta

Irene torna da Boston, ma trova la sua casa occupata da un amico di Jessica di nome Ricky, un ragazzo rozzo e maleducato, così Lele decide di ospitarla a casa sua. Intanto Cettina e il nonno Libero cercano di dare una mano ad Alice per fare decollare il suo nuovo programma radiofonico su Radiotua. All'ASL arriva un nuovo medico: il dottor Oscar Nobili. Un giorno dalla stanza del nuovo arrivato si sente uno sparo: è un uomo che ha cercato di suicidarsi davanti a Oscar. L'uomo rimane gravemente ferito e portato in ospedale, mentre Oscar rivela a Lele la sua omosessualità: la persona che ha tentato il suicidio era il suo ex fidanzato che non voleva rassegnarsi alla fine della loro relazione. Data la sua situazione Giorgi, il direttore del poliambulatorio ASL, lo obbliga a chiedere il trasferimento, ma tutti i medici si schierano in difesa di Oscar.

## I Martini alla conquista di Venezia
- Diretto da: Riccardo Donna
- Scritto da: Paola Pascolini, Giovanna Caico, Massimo Russo, Tommaso Capolicchio, Antonello Dose, Marco Presta

La famiglia Martini va a Venezia per andare a trovare Spartaco, il fratello del nonno Libero venuto dall'America, in luna di miele dopo avere sposato una donna conosciuta a Las Vegas. Dopo avere visitato la città i Martini si separano: il nonno Libero, Ciccio e Maria vanno in giro, per poi recarsi in un lussuoso ristorante dove avevano appuntamento con Spartaco e la moglie. Lele intanto va in visita a un museo, ma qui avrà un piccolo imprevisto; infatti, a causa della stanchezza, vi si addormenta. Nel tentativo di uscire viene preso per ladro, cade in un canale giungendo al ristorante bagnato fradicio. A casa intanto Annuccia, rimasta con Cettina e Giacinto, si sente male perché l'uomo le fa mangiare troppi cioccolatini. La situazione sarà risolta dal tempestivo arrivo di Irene. Al ritorno da Venezia la famiglia porta molti regali, tra cui una grande gondola di cioccolato proprio per Annuccia. Alice, nel frattempo, continua a lavorare alla radio sotto l'occhio vigile della nuova proprietaria, che pretende una risalita del programma. Casualmente Alice riesce a fare reincontrare un uomo, ormai molto anziano, con una sua vecchia fiamma.

## Al fuoco! Al fuoco!
- Diretto da: Riccardo Donna
- Scritto da: Paola Pascolini, Tommaso Capolicchio, Antonello Dose, Marco Presta

Tutta la famiglia partecipa al mercatino delle pulci di Poggio Fiorito. Il nonno Libero, insieme a Giacinto e a Giulio, riesce a vendere alcuni cimeli, ma la cassa verrà prelevata da Giacinto per fare un regalo a Cettina. All'ASL si tiene l'annuale conferenza, dove Lele deve preparare un discorso. Di fronte al sottosegretario del ministero Giorgi se ne prenderà i meriti e cerca di sfruttare Lele. Intanto Irene e Lele sono alle prese con un bambino affetto da epilessia. Ciccio nel frattempo, con una delle sue miccette, incendia la casa. Lele lo trova privo di sensi in soggiorno e Irene trova la piccola Annuccia addormentata; Maria invece è uscita subito appena Lele ha aperto la porta.

## Sensi di colpa
- Diretto da: Riccardo Donna
- Scritto da: Paola Pascolini, Tommaso Capolicchio, Antonello Dose, Marco Presta
- Altri interpreti: Valentina Chico (Mirta)

A causa dei danni subiti in casa Martini la famiglia vivrà per un breve periodo nelle case di Alice e di Irene. Ciccio ultimamente è più strano del solito: per il fatto di avere bruciato la casa si sente in colpa poiché non ha confessato che la responsabilità dell'incendio era sua. Mentre Lele cerca di risolvere i problemi della casa Alberto si impegna con Mirta, della quale si è innamorato, ma è una relazione che finisce subito.

## Diagnosi riservata
- Diretto da: Tiziana Aristarco
- Scritto da: Paola Pascolini, Giovanna Caico, Tommaso Capolicchio, Antonello Dose, Marco Presta

Nilde annuncia il suo arrivo promettendo una grande sorpresa; Alberto spera che finalmente sua madre abbia trovato l'uomo della sua vita, ma le sue speranze svaniscono. La madre infatti ha deciso di riprendere la storia con il suo ex marito Carlo, che non è cambiato per niente, e arriva a un forte scontro con il figlio. Alberto, sotto consiglio di Nilde, rimarrà ancora per un po' di tempo in casa Martini. Intanto Giacinto combatte contro le emorroidi e non vuole che nessuno ne sappia niente. Cettina, a causa di Jonis, fraintende e crede che Giacinto sia affetto da un tumore al colon.
- Altri interpreti: Anita Zagaria (Nilde), Luigi Montini (Carlo), Alessandra Bellini (Sandra)

## L'annuncio
- Diretto da: Tiziana Aristarco
- Scritto da: Paola Pascolini, Tommaso Capolicchio, Antonello Dose, Marco Presta

Irene, a causa della scadenza del suo contratto con l'ASL di Roma, deve chiedere il trasferimento. Lele tenta di salvare la loro relazione e le chiede se vuole sposarlo. Intanto Maria vuole fare la baby sitter del figlio di Alessandra ma, con l'aiuto di Rebby risulterà un vero disastro: infatti Rebby inviterà due ragazzi più grandi per passare la serata con loro, ma Maria non vede di buon occhio i due ragazzi. Uno dei due proverà a baciare Rebby contro la sua volontà; proprio in quel momento arriva Cettina, che riesce a salvare la situazione addormentando il bambino di Alessandra.

## Un gioiello di marito
- Diretto da: Tiziana Aristarco
- Scritto da: Paola Pascolini, Tommaso Capolicchio, Antonello Dose, Marco Presta

Nonno Nicola ritorna finalmente dal Brasile, mentre la nonna Enrica decide di spiare nella sua valigia per scoprire il souvenir a lei destinato, scoprendo un bellissimo collier. Scopre inoltre che il marito è tornato tre giorni prima dal Brasile e che le ha mentito. Alla consegna dei regali il collier non viene consegnato e neanche alla cena intima organizzata dal nonno Nicola come riparazione alla bugia detta. Qualche giorno dopo però, Enrica si incontra con le sue amiche e vede una di loro, una ricchissima vedova, indossare il collier visto nella valigia di Nicola. Si arriva quindi alla resa dei conti, nella quale Enrica è disposta, seppure con difficoltà, ad andare avanti con il marito, ma Nicola afferma di trovarsi in difficoltà nel lasciare l'amante. Dopo tutto ciò Nicola ed Enrica decidono di separarsi. Jessica ha problemi a convivere con sua cugina, la buddista Rossana; chiede quindi a Oscar, anche lui in difficoltà con il fidanzato, di aiutarla a mandarla via. Però il tentativo peggiorerà la situazione.
- Altri interpreti: Elda Alvigini (Rossana)

## Papà dongiovanni
- Diretto da: Tiziana Aristarco
- Scritto da: Paola Pascolini, Tommaso Capolicchio, Antonello Dose, Marco Presta

Ciccio è molto eccitato per il suo compleanno, ma sospetta di una relazione tra suo padre Lele e la mamma della sua amica Susy. I due infatti si telefonano da giorni. Ciccio allora pedina il padre in un centro commerciale dove aveva appuntamento con la madre di Susy. Lì vede il papà in atteggiamento da don Giovanni. Alla festa però scopre che i due stavano progettando un piccolo spettacolo per i bambini. Nel frattempo Alice sta diventando famosa ed è spesso ospite di programmi televisivi. Sembra però che la sua carriera in ascesa stia compromettendo i suoi affetti familiari. Il nonno Libero e Fausto nel frattempo sono alle prese con uno strano pacco e vogliono che nessuno lo veda. Dopo varie peripezie il pacco capita nelle mani di Lele: si viene a scoprire che conteneva una gran quantità di sigari cubani di prima qualità, inviati da un amico.
- Altri interpreti: Selene Maltauro (Susy), Pino Ferrara (Fausto), Veronika Logan (Marina, madre di Susy)

## Fidanzati in casa
- Diretto da: Riccardo Donna
- Scritto da: Paola Pascolini, Massimo Russo, Tommaso Capolicchio, Antonello Dose, Marco Presta

I nuovi vicini sono arrivati, ma a Ciccio non sta simpatico Filiberto, il figlio dei nuovi vicini di casa. Nel frattempo Alberto fa irritare molto Cettina: ha invitato a casa due suoi amici molto ricchi e viziati che però trattano male Cettina che alla fine li sbatte fuori di casa. A Bologna Lele e Irene hanno in progetto di passare un indimenticabile fine settimana, ma la famiglia di Irene si rivela molto affettuosa nei confronti di Lele.
- Altri interpreti: Pietro Mannino (Filiberto), Loredana Scaramella (Donatella), Pippo Santonastaso (padre di Irene)

## Vecchie ruggini
- Diretto da: Riccardo Donna
- Scritto da: Paola Pascolini, Massimo Russo, Tommaso Capolicchio, Antonello Dose, Marco Presta

Giulio cerca disperatamente qualcuno, possibilmente donna, con cui partire per Londra, ma tutte le sue amiche sembrano impegnate. Alla fine chiederà ad Alice, che accetta con piacere a patto di dormire in camere separate. A casa Martini sembra che un maniaco perseguiti Cettina, ma in realtà è solo un equivoco: il presunto maniaco era solo un vecchio amico di Lele, Romeo, che per motivi sbagliati non sta simpatico al nonno Libero. Quando Lele spiega una questione del passato a suo padre Libero scopre che Romeo non era colpevole, e, siccome quest'ultimo è in gravi difficoltà economiche gli offre dei soldi. Intanto all'ASL si presenta Alessia Merz e Jonis vorrebbe conquistarla, ma lei sembra più interessata a Lele; così Jonis, per gelosia, chiama i giornalisti fornendogli un falso scoop: dice che Lele è il fidanzato segreto di Alessia Merz e la notizia circola su tutti i giornali.
- Guest star: Alessia Merz
- Altri interpreti: Stefano Abbati (Romeo), Loredana Scaramella (Donatella)

## Letterine di Natale
- Diretto da: Riccardo Donna
- Scritto da: Paola Pascolini, Tommaso Capolicchio, Antonello Dose, Marco Presta

Enrica non vuole che Nicola, il suo ex marito, partecipi alla cena di Natale. Lele decide così di farlo travestire da Babbo Natale, ma il nonno Libero ci rimane male: sarà poi Lele a chiarirsi con il padre, dicendogli che lui lo farà per Annuccia, l’unica che ancora crede a Babbo Natale, e Nicola per Ciccio e Maria. Intanto i medici dell'ASL compreso Giulio fanno di tutto per comprare un pulmino decente ai bambini di un orfanotrofio.

## Natale in casa Martini
- Diretto da: Riccardo Donna
- Scritto da: Paola Pascolini, Tommaso Capolicchio, Antonello Dose, Marco Presta

A casa Martini sembra che qualcuno stia sabotando il Natale. Il nonno Libero ha organizzato uno spettacolo con la famosa cantante Orietta Berti, che però non viene affatto contattata; infatti Libero è stato truffato. Alice è costretta a lavorare durante la sera della vigilia, Irene deve lavorare alla clinica anche il 24 dicembre e Maria preferisce andare in vacanza con Rebby invece che passare il Natale con la sua famiglia. Alla fine la magia del Natale aggiusta tutti i dilemmi e in casa Martini torna il sereno.
- Guest star: Orietta Berti

## Vecchi cuori solitari
- Diretto da: Riccardo Donna
- Scritto da: Paola Pascolini, Giovanna Caico, Tommaso Capolicchio, Antonello Dose, Marco Presta

Ciccio cerca una fidanzata per il nonno Libero; decide così di mettere un annuncio su una rivista per cuori solitari. Tra le tante donne c'è anche Marité, così Libero si prepara a uscire con la sua vecchia fiamma. Nel frattempo Jessica viene sconvolta dal ritorno di Ricky, che dopo poco finisce in coma dopo un incidente in macchina. Maria invece viene invitata da un ragazzo dal quale è attratta, Fabio, amico di Alberto, ma le mettono l'apparecchio e così si vergogna, rischiando di rovinare tutto. Ma poi scopre che Fabio porta gli occhiali e così tutto andrà per il meglio.
- Guest star: Gigi Marzullo
- Altri interpreti: Tatiana Winteler (Marité)

## Grazie, dottor Lele!
- Diretto da: Riccardo Donna
- Scritto da: Paola Pascolini, Giovanna Caico, Tommaso Capolicchio, Antonello Dose, Marco Presta

Alla radio dove lavora Alice c'è una rubrica dedicata alla salute; mentre il nonno Libero e Cettina ascoltano il programma con grande interesse Lele e Alice sono convinti che il conduttore sia un ciarlatano. Anche all'ASL pensano la stessa cosa, così tutti incominciano a preoccuparsi del successo di questa trasmissione radiofonica. Intanto Aurelio, un paziente di Lele, inizia a disturbare e porta Ciccio in fast food senza avvertire Lele; poi si viene a scoprire che il paziente ha problemi mentali.
- Altri interpreti: Ulderico Pesce (Aurelio), Franco Trevisi (dott. Patella)

## Papà mi mandi al concerto?
- Diretto da: Riccardo Donna
- Scritto da: Paola Pascolini, Giovanna Caico, Tommaso Capolicchio, Antonello Dose, Marco Presta

Maria è molto emozionata dopo che Alice le ha regalato i biglietti per il concerto dei Backstreet Boys a Roma. All'inizio Lele non è convinto e non le concede il permesso di andarci, ma quando il nonno Libero si propone come accompagnatore Lele acconsente. Maria ritirandosi tardi viene sgridata dal padre, ma come sempre il nonno Libero è pronto a difenderla. Intanto a Roma torna Irene per qualche giorno per un convegno, ma trascura Lele.

## Il risveglio
- Diretto da: Riccardo Donna
- Scritto da: Paola Pascolini, Massimo Russo, Tommaso Capolicchio, Antonello Dose, Marco Presta

Giacinto ha trovato un nuovo lavoro come vigilante, ma dopo una nottata di lavoro il capo gli dice di tornare lì alle 16. Giacinto chiede a Cettina di svegliarlo, ma lei se ne dimentica, così viene licenziato. Lei quindi va dal capo e lo convince a fare tornare Giacinto a lavorare e lui, incantato da Cettina, acconsente. Intanto Jessica e Lele vanno da Ricky che si è risvegliato, ma lei ha una brutta sorpresa; infatti scopre che lui aveva già una ragazza incinta e che quindi presto avranno una bambina. Lei dispiaciuta se ne va, lasciandolo solo con la sua famiglia. Lele e Alice organizzano una cena per discutere del divorzio del nonno Nicola e della nonna Enrica e fargli capire che con il loro comportamento i bambini sono costretti a scegliere o il nonno o la nonna. Loro decidono di comportarsi bene per tutta la cena e magari anche di rispettarsi, ma appena usciti da casa di Lele cominciano di nuovo a litigare e si danno un doloroso addio.
- Altri interpreti: Giorgio Colangeli (Scarcelli, capo di Giacinto)

## La legge del silenzio
- Diretto da: Riccardo Donna
- Scritto da: Paola Pascolini, Massimo Russo, Tommaso Capolicchio, Antonello Dose, Marco Presta

Una mattina nonno Libero si sveglia e riferisce a tutti che andrà a caccia, ma Maria non è d'accordo. Intanto Ciccio sottrae un po' di denaro dal portafoglio del padre e con il suo amico Filiberto salta la scuola per recarsi al centro commerciale. Al supermercato i due bambini vengono minacciati da due ragazzini più grandi di loro che li costringono a dargli i soldi, ma dato che Ciccio non obbedisce i due bulli lo minacciano, sostenendo che se non gli avesse portato altri soldi o se ne avesse parlato a suo padre, avrebbero fatto del male a Maria. Nel frattempo il nonno Libero torna a casa con un fagiano morto e inizia a prepararlo, mentre Maria è sempre più arrabbiata con il nonno in quanto aveva ucciso un animale indifeso. Il giorno seguente, dopo che Ciccio è stato sgridato e messo in punizione dal padre che ha saputo dalla maestra di avere saltato la scuola per tre giorni, va a scuola con Filiberto, ma lì i due bambini incontrano di nuovo i ragazzini del giorno precedente. Ma questa volta ce n'è anche un altro, il più temibile fra i tre bulli. Filiberto consegna i soldi, ma Ciccio che questa volta non ne ha e viene minacciato dai tre ragazzi, che gli rubano l'orologio. Poi impongono a Ciccio di presentarsi quel pomeriggio alla sala giochi o con soldi o con oggetti di valore. Il nonno Libero intanto chiama Fausto per mangiare il fagiano, ma con grande sorpresa dei due, al momento di toglierlo dal forno, non lo trovano più. La sera Lele entra in camera di Ciccio per parlargli, ma non lo trova. Allora si arrabbia con il nonno Libero accusandolo di averlo fatto uscire in segreto. In quel momento chiama la Polizia dicendo che hanno visto Ciccio mentre rubava alcuni compact disc in un centro commerciale. Lele non riesce a capire il motivo per cui il figlio abbia commesso un atto del genere, ma Ciccio, intimorito dalle minacce, non ha il coraggio di spiegare le cose a suo padre. La mattina seguente Donatella, la vicina di casa, si congratula con Libero per il fagiano, così lui capisce subito tutto. La sera Lele torna a casa ma trova la polizia ad aspettarlo. Grazie a Ciccio la polizia aveva trovato tre ragazzi che minacciavano i bambini: se non gli davano i soldi dicevano che avrebbero ucciso una persona a loro cara. Lele capisce tutto, scusandosi con Ciccio. Intanto Libero riferisce a Maria che in realtà non era andato a caccia: il fagiano l'aveva comprato dal macellaio. I due fanno pace, ma il nonno è dispiaciuto per i soldi sprecati per il fagiano.
- Altri interpreti: Pietro Mannino (Filiberto), Pino Ferrara (Fausto), Loredana Scaramella (Donatella)

## Il dilemma di Cettina
- Diretto da: Riccardo Donna
- Scritto da: Paola Pascolini, Massimo Russo, Tommaso Capolicchio, Antonello Dose, Marco Presta

Giacinto si dimentica dell'anniversario con Cettina e lei ci rimane male. Irene nel frattempo telefona all'ambulatorio riferendo a Jonis di avere dimenticato il suo cellulare nel suo studio, così gli chiede di chiuderglielo nell'armadietto. Jonis però non ha tempo, così dice a Lele di farlo. Lele trova il cellulare, ma vede anche un test di gravidanza sperando subito di avere un bambino con Irene, così finalmente si sarebbero subito potuti sposare. Ma lui è molto confuso perché non sa come dirlo ai figli. Così decide di andare a casa di Irene per parlare con lei. Lele sperava che Irene gli dicesse del bambino e invece scopre che è stata assunta da un ambulatorio a Milano, per cui dovrà trasferirsi. Lele la prende malissimo, perché è stufo di aspettarla e che quindi è tutto finito tra di loro. Intanto Cettina e il nonno Libero scoprono che Fausto ha un'infiammazione alla prostata, per cui è costretto ad andare spesso in bagno. Così Fausto va da Lele per chiedergli un rimedio, ma lui essendo troppo impegnato lo affida a una dottoressa; Fausto allora fugge dall'ambulatorio, in quanto non vuole essere visitato da una donna. Il nonno Libero è molto arrabbiato dal comportamento di Fausto, perché in quelle condizioni non potevano giocare a briscola il pomeriggio. Cettina allora prova con un rimedio naturale di sua zia, ma quel pomeriggio Fausto sembra essere peggiorato. La partita di briscola è stata sospesa, mentre Cettina si scusa con Fausto per il danno causato. Poi lo dice a Lele, così lui gli impone una cura che sembra funzionare. Il giorno seguente Libero e Fausto rigiocano a briscola e per vincere chiedono a Cettina di fare bere l'infuso che aveva provocato danni a Fausto agli altri due giocatori. Giulio sembra essere cambiato; ora si è messo a sistemare casa sua e ha ricominciato a dipingere. Giacinto allora per scusarsi con Cettina chiede a Giulio di dipingere un suo ritratto, e lei quando lo vede è molto felice per cui perdona Giacinto. Lele, prima di andare a dormire, prova a chiamare Irene per chiarirsi con lei, perché era convinto che tra loro non poteva finire così, ma i problemi della famiglia glielo impediscono.
- Altri interpreti: Pino Ferrara (Fausto)

## Leonardo o Johnny?
- Diretto da: Riccardo Donna
- Scritto da: Paola Pascolini, Giovanna Caico, Tommaso Capolicchio, Antonello Dose, Marco Presta

Purtroppo Lele e Irene si lasciano. Nel frattempo Libero non rinnova la patente da quattro anni, e quindi deve rifare le prove di teoria e pratica. Maria ha saputo la notizia dell'arrivo di Leonardo DiCaprio a Roma per girare un film, si reca a Cinecittà con Rebby, ma nel tentativo di avvicinarsi all'attore Maria conosce Johnny, la guardia del corpo della famosa celebrità, e si prende subito una cotta per lui. Lele e Irene annunciano alla famiglia di non volersi più sposare, tra il dispiacere di tutti i Martini. Nel frattempo Giulio decide di partire per l'Africa per lavorare con un'organizzazione umanitaria; cosi Giulio esce di scena.

## Alice superstar
- Diretto da: Riccardo Donna
- Scritto da: Paola Pascolini, Giovanna Caico, Tommaso Capolicchio, Antonello Dose, Marco Presta

Alice è stata vista in compagnia di Tiberio Timperi, così Lele si ingelosisce; Cettina crede di avere il malocchio per cui decide così di rivolgersi a una veggente e si scopre che è per colpa di Giacinto che ha tanta sfortuna. Giorgi scopre di avere un'insufficienza renale e tutti all'ASL si preoccupano, mentre Lele e Irene continuano a litigare. Alice viene scelta da Timperi per condurre il festival di Sanremo e tutta la famiglia è felice.
- Guest Star: Tiberio Timperi

## W la campagna!
- Diretto da: Riccardo Donna
- Scritto da: Paola Pascolini, Massimo Russo, Tommaso Capolicchio, Antonello Dose, Marco Presta

La famiglia Martini si reca in massa in campagna per rilassarsi. Quando arrivano Maria fa subito amicizia con un ragazzo che le chiede se la sera vuole recarsi alla "Casetta", dove i ragazzi suonano la chitarra e si divertono. Arriva la sera e così Maria, insieme a Ciccio, si preparano per avviarsi alla festa. Maria incontra il ragazzo, mentre Ciccio, che tanto vorrebbe assistere, viene mandato a prendere la legna. Intanto a casa Martini c'è una grande festa tra amici anziani. Dopo la festa alla "Casetta" il ragazzo vuole baciare Maria, ma lei si schermisce. Il ragazzo cerca di insistere pesantemente, arrivando quasi a violentarla, ma nello stesso istante arriva Ciccio che proibisce al ragazzo di toccare la sorella. Intanto Irene vuole fare pace con Lele, per cui decide di raggiungerlo in campagna. Ma lo trova abbracciato con Alice, capendo così che l'uno è innamorato dell'altra. Resasi conto di aver perso per sempre Lele, parte per Milano, uscendo così di scena.

## L'amore non ha età
- Diretto da: Riccardo Donna
- Scritto da: Paola Pascolini, Massimo Russo, Tommaso Capolicchio, Antonello Dose, Marco Presta

La nonna Enrica torna da Ponza con una notizia: si è innamorata del proprietario di un supermercato ortofrutticolo, ma Alice crede che sia un farabutto, anche perché decide di cointestarle il suo negozio di frutta. Fausto chiede a Libero di tenergli il canarino Benito, finché lui si reca ad Abano Terme per accompagnare la fidanzata Agostina. L'uccellino vola via per una disattenzione di Libero, così i due litigano, ma poi fanno la pace. Intanto Giacinto vince un terno al lotto, ma la ricevuta non si trova. Carmelo vuole regalare un anello a Enrica e invita Alice in gioielleria perché gli dia un consiglio, così, mentre scelgono il regalo, lei prova un anello che Lele a sua insaputa decide di comprarle. Enrica parla con Alice e Lele e spiega loro i suoi sentimenti per Carmelo. Il tutto culmina con un pranzo organizzato a casa Martini, a cui partecipano anche Carmelo e suo figlio.
- Altri interpreti: Pino Ferrara (Fausto), Nini Salerno (Carmelo)

## E io tra di voi
- Diretto da: Riccardo Donna
- Scritto da: Paola Pascolini, Tommaso Capolicchio, Antonello Dose, Marco Presta

Alice conosce François, un medico amico di Giulio impegnato a trovare famiglie che accolgano per qualche tempo dei bambini provenienti dall'Africa, per cui decide di aiutarlo con un annuncio alla radio. Nel frattempo Cleofe, la mamma di Giacinto, arriva a Roma per fare visita al figlio e per convincerlo a prendere casa più vicino a lei. Nonno Libero incomincia a essere geloso del rapporto tra la sua fidanzata Marité e il suo amico Fausto, tanto da arrivare a convincersi che tra i due ci sia una storia e quindi litiga con Fausto. Visto che Giacinto è determinato a rimanere a Roma la madre decide di vendere un terreno di sua proprietà per poi acquistare una casa più grande, in modo che lei possa trasferirsi a Roma ad abitare con figlio e la nuora. A Cettina però l'idea non piace per niente. Intanto Fausto confessa a Nonno Libero la verità: lui non sta con Marité, ma le aveva chiesto aiuto per riconquistare la sua ex, Agostina, facendola ingelosire. Alice decide di partire con François per l'Africa per realizzare un reportage e i suoi familiari sono preoccupati e tristi per lei.
- Altri interpreti: Francois Montagut (Francois), Leila Durante (Cleofe), Tatiana Winteler (Marité), Pino Ferrara (Fausto)

## Un amore preso al volo
- Diretto da: Riccardo Donna
- Scritto da: Paola Pascolini, Tommaso Capolicchio, Antonello Dose, Marco Presta

Lele chiede a Libero di portare in gita Ciccio e Maria, poiché lui durante l'estate dovrà lavorare fino ad agosto. I ragazzi accettano, ma in realtà preferirebbero fare altro: Ciccio vorrebbe andare in campeggio al Parco nazionale d'Abruzzo, Lazio e Molise con Filiberto, Maria a Capalbio con Rebby e Libero a Rimini con Fausto. Alice è entusiasta della partenza, Lele invece un po' meno, soprattutto dopo che François gli ha confessato di essersi innamorato della ragazza. Lele e Alice passano la serata insieme per salutarsi prima della imminente partenza di lei, ma Lele non riesce nemmeno questa volta a dirle quello che prova, nemmeno dopo aver ballato con lei tutta la notte anche dopo l'orario di chiusura del locale. Intanto Cettina e Giacinto sono invitati alla cena del coro, ma la donna viene colpita da una reazione allergica al volto a causa dei cosmetici che Lorella le aveva applicato. Arriva il giorno della partenza di Alice: Lele, che in quel momento si trova di turno all'ASL, durante una telefonata con François, viene a sapere proprio da quest'ultimo che Alice è innamorata di lui. Lele non ce la fa più a nascondere i sentimenti che prova per la sua amata cognata, e così, dopo aver dato una rapida occhiata all'orologio, decide di recarsi all'aeroporto per dirle che la ama prima che lei possa partire. È una vera e propria corsa contro il tempo, ma Lele è deciso a non farla partire senza prima averle detto quello che prova. Alla fine, proprio mentre Alice sta per imbarcarsi, Lele le urla che la ama. I due si scambiano finalmente un appassionato bacio davanti a tutti gli altri passeggeri. Lele viene portato via da polizia e sicurezza dell'aeroporto, mentre Alice parte felice, entrambi consapevoli che molto presto saranno finalmente liberi di vivere il loro amore. 
- Altri interpreti: Pietro Mannino (Filiberto), Pino Ferrara (Fausto), Francois Montagut (Francois), Morena De Pasquale (Lorella)
- Ascolti Italia: telespettatori 11.000.000 – share 45,41%[1]